# Civilized Evil
Civilized Evil è un album in studio del musicista francese Jean-Luc Ponty, pubblicato nel 1980.

## Tracce
1. Demagomania – 6:25
2. In Case We Survive – 4:06
3. Forms of Life – 4:48
4. Peace Crusaders – 5:38
5. Happy Robots – 4:14
6. Shape Up Your Mind – 5:15
7. Good Guys, Bad Guys – 4:41
8. Once a Blue Planet – 4:02